# تیم آتش
تیم آتش (انگلیسی: Fireteam) یا بند، کوچکترین واحد نظامی در سازمان پیاده‌نظام است، که بسته به نیاز مأموریت، از ۲ تا ۴ سرباز و یک فرمانده تشکیل می‌شود. در عملیات‌های نظامی برای اجرای آتش، اغلب ۲ یا ۳ تیم آتش در یک گروه یا یک جوخه، سازماندهی می‌شوند و یک فرمانده میدان نیز، هدایت و کنترل این تیم‌ها را برعهده دارد.